# Годунько Йосип
Йосип Годунько (23 вересня 1906, Ярослав, сучасна Польща — 26 жовтня 1991, Львів) — греко-католицький священник, педагог, публіцист і поет. Від 1933 року постійно жив і працював у Львові, за винятком часів ув'язнення і заслання.

## Життєпис
Народився в сім'ї службовця Івана Годунько та Марії Березницької.
Народну школу і 1-й клас гімназії закінчив у Кросьценку над Дунайцем, вищі класи гімназії, разом з 5-м — у Лежайську над Сяном. Вступив до Василіянського Чину на новіціят до Крехова. Гімназійні науки і риторику вивчав у Лаврівському монастирі ЧСВВ. Філософію і перший рік богослов'я вивчав у монастирі ЧСВВ у Кристинополі (нині Шептицький). Звідти перейшов на працю до Жовкви, де Отці Василіяни мали власну друкарню.
По трьох роках праці повернувся до студій і за дозволом Митрополита Андрея Шептицького далі навчався в Греко-католицькій богословській академії у Львові. Закінчив студії 1933 року. Тоді ж таки отримав рукоположення з рук єпископа Никити Будки.

## Діяльність
У 1933–35 роках о. Годунько — був настоятелем Ремісничої бурси при вул. Пасічній, 2 у Львові, а також катехитом львівських ремісничих шкіл та гімназій. Отець виховував молодь у дусі національної свідомості, шанобливого ставлення до греко-католицької віри.
У 1935–1945 роках був священником церкви святих апостолів Петра і Павла у Львові. Разом з парохом Евгеном Дуткевичем, о. Ярославом Тихим, о. Іваном Клюсом та іншими священниками багато часу присвячував душпастирству, був духівником і наставником багатьох учасників національного руху Галичини.
За часів німецької окупації разом з іншими греко-католицькими священниками на чолі з ігуменом Унівського монастиря Климентієм Шептицьким, допомагав рятувати євреїв. Зокрема, виступав посередником, через якого втікачі з гетто та переховувані євреї отримували фальшиві особисті документи.
У квітні 1945 року радянська влада почала ретельно сплановану кампанію з ліквідації УГКЦ. Разом з 344 греко-католицькими священиками, які не погодилися прийняти російське православ'я, 1945 року о. Годунько був репресований і засуджений на 8 років позбавлення волі.
Термін відбував у таборах біля Норильська, де працював на лісоповалах. Там підпільно провадив душпастирську роботу серед в'язнів та осіб, що перебували на засланні.
З ГУЛАГу до Львова Йосип Годунько повернувся 1953 року. Працював у лікарні інвалідів війни, спершу санітаром, згодом медбратом. Далі провадив душпастирську діяльність у «катакомбах» та культурно-релігійну освіту, насамперед серед молоді, розвиваючи традиції української духовності.
Отець не полишав і своєї релігійно-публіцистичної праці. Один з поетичних творів про св. Йосафата, що його Йосип Годунько почав писати ще на засланні, вдалося передати до Риму, і 1967 року видати під псевдонімом Орися Галичанка. Всю свою публіцистику 1970-90-х років отець підпільно випускав «самвидавом»  у кількох машинописних примірниках, які друкувалися та розповсюджувалися серед вірних Іриною Думкою та Марією Щур.
Так, зокрема, о. Віталій Дуткевич зазначав, що на формування його священичого світогляду мав великий вплив о. Годунько, який дбав про духовну опіку над українською інтелігенцією та студентством Львова. Отця Годунька він охарактеризував як бібліографа, церковного письменника та поета, що давав йому читати багато різної духовної літератури, а також свої твори.
Похований на  Личаківському цвинтарі у Львові.

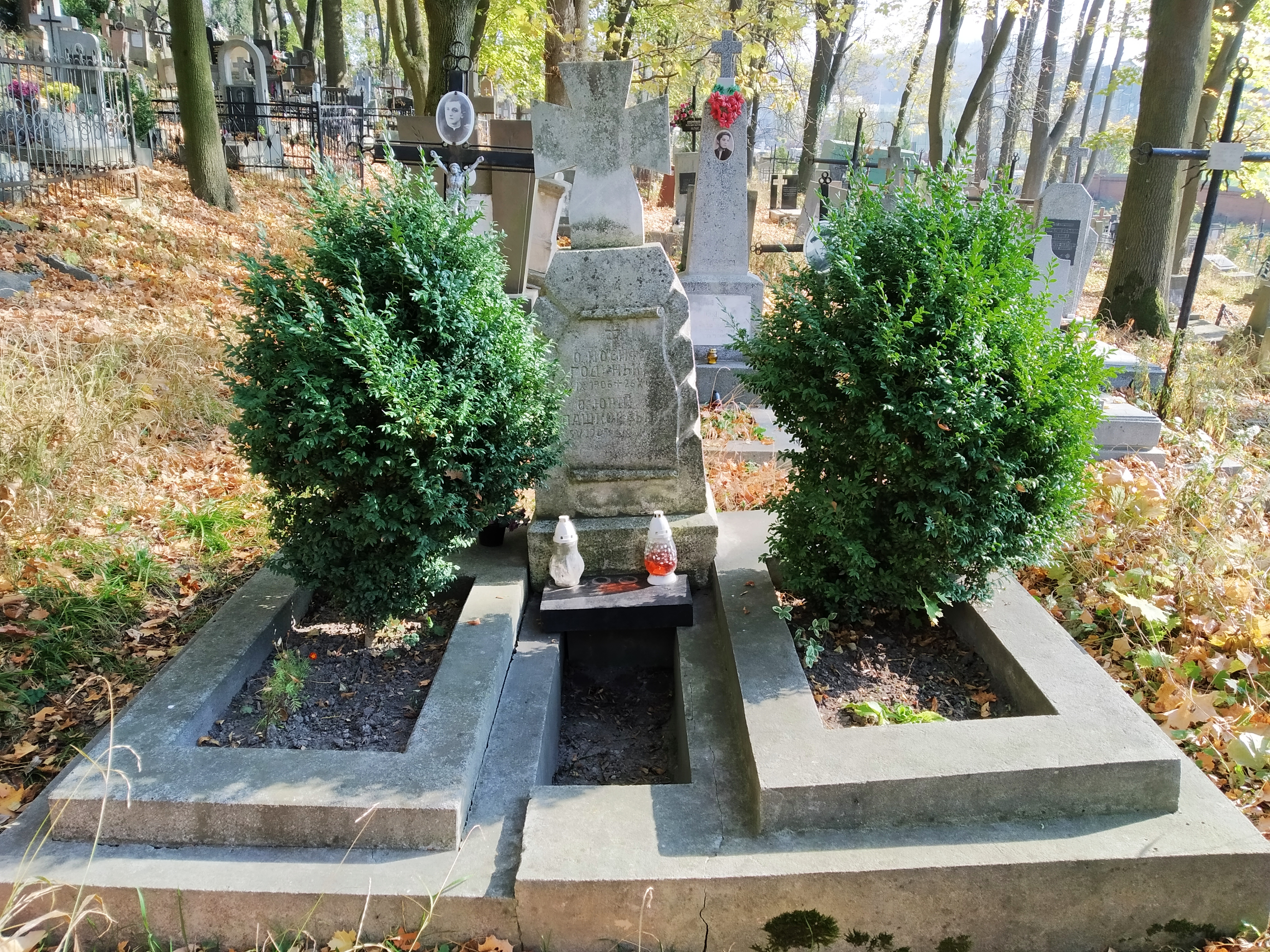
Могила о. Юрія Пашковського і Йосипа Годунька на Личаківському цвинтарі у Львові (поле 80)

## Вибрані твори
- Годунько, Йосип, о. Лиш борися, не мирися. Доповідь про о. Маркіяна Шашкевича. Львів, Накладом видавничої кооперативи «Мета», 1934.
- Годунько, Йосип, о. Пресвятая Богородице, спаси нас. Читанка з прикладами. Львів, Накладом о. Милевича, 1935.
- Галичанка, Орися. Серед блискавок і бурі: Сторіччя канонізації Святого Йосафата. Мюнхен-Рим, 1967.
- Годунько, Йосип, о. В память вічную буде праведник. Львів, 1970-і роки (самодрук).
- Годунько, Йосип, о. Насліддя Великого Володимира і Мудрого Ярослава. Львів, 1980-і роки (самодрук).
- Годунько, Йосип, о. Котрого серце всьому світу серце. Львів, 1980-і роки (самодрук).
- Годунько, Йосип, о. Велич і краса Русланових псалмів (у трьох частинах). Львів, 1980-і роки (самодрук).
- Годунько, Йосип, о. Небуденні пісні (коментар до Псалмів Русланових). Львів, 1993.
- Годунько, Й. Небуденні пісні (Коментар до Псалмів Русланових), Шашкевичіана. Львів-Броди-Вінніпег, 1996, вип.1–2.[недоступне посилання з липня 2019]
- Слово Благовісту: Антологія української релігійної поезії / Упоряд. Т. Ю. Салига. Львів, 1999. [Архівовано 20 грудня 2016 у Wayback Machine.]